# Oeveraas
Het oeveraas (Palingenia longicauda) is een haft uit de familie Palingeniidae. De wetenschappelijke naam van de soort is voor het eerst geldig gepubliceerd in 1791 door Olivier.
De soort komt voor in het Palearctisch gebied.

## Larven
De larven van het oeveraas hebben grote uitsteeksels aan de buitenkant van hun schepvormige voorkaken en aan de schenen van hun voorpoten. Deze gebruiken ze bij het graven in de oevers van stilstaande of langzaam stromende binnenwateren. In de aarde graven ze U-vormige gangen.
1. ↑  Het Leven Der Dieren, Deel II, Insecten. Het Spectrum (1969), p. 84. ISBN 90-274-8621-2.